# Un rossignol chantait (Robert Lamoureux)
Pour les articles homonymes, voir Rossignol et Un rossignol chantait.
Un rossignol chantait est une comédie en trois actes de Robert Lamoureux, créée pour la première fois au Théâtre des Variétés (Paris) le 18 septembre 1959, dans une mise en scène de Jean Marais.

## Argument
Sous le regard croisé d’un mystérieux vagabond et d’un rossignol perturbateur, une voiture tombe en panne, dans une forêt de bouleaux. Qui du mari, de la femme ou de l’invité, lequel va se sacrifier pour aller chercher un bidon d’essence ? Sachant que Madame est l’objet de toutes les attentions.

## Idée originale: un couple en panne
En 1958, dans une interview accordée à Sylvie Nussac, Robert Lamoureux dit : « La pièce est née d’un sketch de vingt minutes que m’avait commandé la Télévision : un couple en panne. L’idée de ce sketch est née d’une panne de voiture que j’ai eue moi-même sur la route de Saint-Germain, à deux heures du matin. Cette panne est née …. ah ça, je ne sais pas. Je me suis ensuite demandé : « Qu’est-ce qui se passerait s’il y avait un deuxième bidon d’essence ? » Ce qui m’a suggéré le second acte. C’est de la phrase « Si jamais un rossignol… » qu’est née la suite. Quand j’ai eu deux actes, il a fallu en écrire un troisième, et là, cela a été plus difficile… »

## Création de la pièce en 1959
- Création le 18 septembre 1959 au Théâtre des Variétés (Paris)
- Auteur : Robert Lamoureux
- Metteur en scène, scénographie et décors[2],[3] : Jean Marais
- Son : Fred Kiriloff
- Durée : 1 h 30

## Distribution
- Dany Robin : Elle
- Guy Tréjan : Lui
- Renaud Mary : l'invité
- Robert Lamoureux : un vagabond

## Reprise de la pièce en 1961
Théâtre des Célestins à Lyon : Magali de Vendeuil (Elle), Jean-Pierre Kérien (Lui), Pierre Fromont (l’Invité) et Robert Lamoureux (un vagabond)
Robert Lamoureux part en tournée avec sa pièce et une nouvelle équipe d’acteurs dont la jeune et jolie comédienne de la Comédie-Française, Magali de Vendeuil. Le rossignol chanta si bien entre les deux qu’ils s’épousèrent !

## Reprise de la pièce en 2019
Voilà près de soixante ans que le Rossignol n'avait pas chanté, il revint sur scène en avril 2019 pour enchanter les spectateurs.
- Théâtre le Funambule-Montmartre (Paris)
- Auteur : Robert Lamoureux
- Réalisateur et metteur en scène : Loïs Argillet
- Interprètes : Margaux Goyot, Marceau Gavrel, Blaise Le Boulanger, Victor Lelong, Maxime Monniot